# 사랑가 (문수정의 음반)
《사랑歌》는 소화(素華) 문수정(文守貞)이 1집 《CCM마루》이후 발표한 EP앨범이다. 2012년 3월에 발매되었다.

## 곡 소개
앨범에는 총 4곡이 수록되어 있다. 타이틀곡 <사랑가>는 판소리 춘향가 중 한 대목인 사랑가의 부분을 차용한 것이다.오성 3-1박준석 얼굴

## 곡 목록
| #  | 제목           | 작사   | 작곡   | 편곡   | 재생시간 |
| -- | -------------- | ------ | ------ | ------ | -------- |
| 01 | 사랑가         | 류형선 | 류형선 | 류형선 | 4:07     |
| 02 | 거뜬거뜬       | 류형선 | 류형선 | 류형선 | 3:34     |
| 03 | 물 흐르는 내력 | 류형선 | 류형선 | 류형선 | 4:11     |
| 04 | 부등깃 내 사랑 | 류형선 | 류형선 | 류형선 | 4:49     |